# Meiothecium chlorocladum
Meiothecium chlorocladum är en bladmossart som beskrevs av Brotherus 1908. Meiothecium chlorocladum ingår i släktet Meiothecium och familjen Sematophyllaceae. Inga underarter finns listade i Catalogue of Life.